# Lê Lê - De jyske vietnamesere
|  | Denne artikel er oprettet af botten PalnaBot ud fra en ekstern database. Den kan derfor have sproglige fejl eller mangler. Denne skabelon kan fjernes efter kontrol af indholdet. |

Lê Lê - De jyske vietnamesere er en film instrueret af Dan Säll.

## Handling
Efter 30 års slid og slæb åbner fire vietnamesiske søskende Nordeuropas største asiatiske restaurant, Lê Lê, på Vesterbro i København. Flygtet, i tre forsøg, fra Vietnam i 1979 sammen med deres forældre ombord på en fiskekutter. I Danmark vokser de op som troende katolikker i Åbybro, hvor de driver den lokale grill. Filmen følger opbygningen af restauranten på Vesterbro, mens de fire søskende fortæller deres livshistorier. De er ikke kommet sovende til deres succes, og de kan ikke leve uden hinanden. Men de er også del af en ambivalent integrationshistorie. Som Le Hoang Lam siger: 'Jeg er som en banan - gul udenpå, men hvid indeni'.